# William Henry Phelps, Jr.
William Henry Phelps Tucker Jr. (W. H. Phelps Jr.; * 25. Dezember 1902 San Antonio de Maturín, Acosta, Monagas; † 13. August 1988 Caracas, Venezuela) war ein venezolanischer Ornithologe, Geograph und Geschäftsmann. Viele seiner Bekannten und Freunde nannten Phelps Jr. einfach nur Billy.

## Schulzeit und Karriere
Sein Vater William Henry Phelps war ebenfalls ein renommierter Vogelkundler und Geschäftsmann. Seine Mutter war Alice Elvira Tucker. Er besuchte die High Schools des Colegio Manuel Muñoz Tébar und des Colegio of the French Fathers in Caracas. Es folgte der Besuch der Lawrenceville School in New Jersey in den Vereinigten Staaten mit anschließendem Studium an der Princeton University, die er mit dem akademischen Grad Bachelor of Science im Jahre 1926 abschloss. Nach dem Studium kehrte er nach Venezuela zurück, wo seine Familie 1929 ihre erste Holding namens Sindicato Phelps C. A. gründete. Die Holding war u. a. im Immobiliengeschäft tätig. Firmen wie El Automovil Universal (Handel mit Autos), El Almacén Americano (Handel mit Elektrogeräten) und Empresas 1BC gehörten zum Phelps-Imperium. Zunächst wurde Phelps Jr. Vizepräsident der Holding, aber auch Präsident in einzelnen Teilbereichen wie bei der El Almacén Americano und einer Filiale von Corporación Radiofónica Venezolana (Coraven). Ähnlich wie sein Vater entwickelte er einen ausgeprägten Geschäftssinn. Im Jahr 1930 entstand durch eine Kooperation von Coraven und Radio Corporation of America ein neuer Sektor Medien, indem beide mit Broadcasting Caracas den ersten kommerziellen Radiosender Venezuelas gründeten. 1935 wurde Broadcasting Caracas in Radio Caracas umbenannt und Phelps Jr. wurde der Präsident. 1953 folgte der Einstieg ins Fernsehen mit der Gründung von Radio Caracas Televisión (RCTV), wo er ebenfalls Präsident wurde. In den 70er Jahren erforderte der Medienbereich eine Umstrukturierung und Phelps verlor an Einfluss.
1941 heiratete er die Australierin Kathleen Deery de Phelps (1908–2001) mit der er einen Sohn John Prince Phelps Miller zeugte.

## Phelps als Wissenschaftler
Schon sehr früh wurde Phelps Jr. von den ornithologischen Interessen seines Vaters geprägt. So organisierte Phelps Jr. zusammen mit seiner Frau Kathleen und seinem Vater zahlreiche Expeditionen zu den unterschiedlichsten Orten Venezuelas. Er, seine Frau und sein Vater nahmen aktiv an manchen Forschungsreisen in den entlegensten Gebieten der venezolanischen Berge, Wälder und Savannen teil. Die Reisen in diese Gebiete waren beschwerlich und mit immensem logistischen Aufwand verbunden. Er besuchte mit der Phelps eigenen Yacht Ornis, oft auch zusammen mit Gästen, während mindestens 49 Expeditionen im Karibischen Meer Inselgruppen wie Los Testigos, Los Frailes, La Tortuga oder Los Roques. 15 weitere Expeditionen führten ihn an die Tepuis im Süden bzw. Südosten des Landes. Die erste Landung auf dem Sarisariñama-Tepui gelang ihm im März des Jahres 1967. Auch die Amazonasgebiete wurden 15 Mal Ziel seiner Reisen. 10 weitere Expeditionen führten ihn in die Llanos der Orinoco-Ebene und 4 in die Sierra de Perijá. In den zum Teil bis 3 Monate dauernden Reisen sammelte er eine enorme Anzahl von Vogelbälgen, die der Phelps Foundation zugutekamen. Nach dem Tod seines Vaters übernahm er die 1938 gegründete Colección Ornitológica Phelps der Phelps Foundation, eine Sammlung, die heute mehr als 76.300 Vogelbälge umfasst. Sie zählt als größte Lateinamerikas und als eine der bedeutendsten Privatsammlungen der Welt. Zur Sammlung gehört zusätzlich eine beachtliche Bücherei mit mehr als 6000 Büchern, 800 Fachzeitschriften und 5500 Nachdrucken. In der Zeit von 1938 bis 1988 wuchs die Sammlung durchschnittlich um 3800 Vogelbälge pro Jahr. Der Kurator im Museum der Phelps Foundation wurde Ramón Aveledo Hostos, mit dem er auch zusammen publizierte. Zusammen mit Rodolphe Meyer de Schauensee und Guy Tudor publizierte er sein wohl bedeutendstes Werk Una guía de las Aves de Venezuela, welches auch auf Englisch unter dem Namen A guide to the birds of Venezuela erschien. Andere Artikel erschienen u. a. in Boletín de la Sociedad Venezolana de Ciencias Naturales, Boletin de la Academia de Ciencias Fisicas, Matematicas y Naturales, American Museum Novitates und Proceedings of the Biological Society of Washington. Bei vielen Artikeln arbeitete er mit anderen Autoren wie Robert William Dickerman, George Francis Barrowclough, Peter Frederick Cannell, David E. Willard, Sadie Louise Coats (1940–1991), Eugene Eisenmann (1906–1981), Ernst Mayr (1904–2005), dem Geologen Guillermo Zuloaga Ramírez (1904–1984) sowie Alexander Wetmore (1886–1978) zusammen.
Im Jahr 1940 trat er der American Ornithologists’ Union bei und wurde 1948 ein Elective member. Im Jahr 1975 wurde er zum Fellow (Gelehrter), 1986 zum Patron (Förderer) und 1986 zum Honorary Fellows (Ehrengelehrter) gewählt.
Phelps arbeitete eng mit dem American Museum of Natural History zusammen, seit 1952 als wissenschaftlicher Mitarbeiter in der Abteilung für Ornithologie. Von 1956 bis 1959 war er sogar Mitglied im beratenden Gremium des Museums. Des Weiteren wurde er für Ämter beim Internationalen Ornithologischen Kongress (IOC) gewählt. So wurde er beispielsweise ständiges Mitglied des Führungsgremiums. Bei BirdLife International (früher: International Council for Bird Preservation) wurde er Präsident für die Sektionen Venezuela und Panamerika und Vizepräsident der International Union for Conservation of Nature and Natural Resources.

## Ehrungen und Dedikationsnamen
Zu den zahlreichen Ehrungen, die William H. Phelps Jr. erhielt, gehören The-Explorers-Club-Medaille, die David Livingstone Centenary Medaille der American Geographical Society (1968) und der Orden Conservación del Ambiente (1986). Einige Ehrungen wurden ihm nach seinem Tod verliehen, wie der Orden Diego de Losada, der seinen unschätzbaren Wert für das Land Venezuela würdigte.
Der US-amerikanische Ichthyologe Leonard Peter Schultz benannte 1944 ihm zu Ehren den Harnischwels Spatuloricaria phelpsi, die Typusart der Gattung Spatuloricaria.
Wesley Edwin Lanyon widmete den Namen der Gattung Phelpsia der ganzen Familie Phelps. In seiner Erstbeschreibung schreibt er: It is appropriate that this unique Venezuelan endemic be named for the Phelps family (the late William H., the father; Billy, the son; and Billy's wife, Kathy) in recognition of their monumental contribution to our understanding of the ornithology of Venezuela, a tribute long overdue. (Es ist angebracht, diesen einzigartigen venezolanischen Endemiten zu Ehren der Familie Phelps zu benennen (des verstorbenen William H., des Vaters; Billys, des Sohnes und Billys Ehefrau Kathy), in Anerkennung ihrer erheblichen Beiträge zur Erforschung der Ornithologie Venezuelas, eine Ehre, die längst überfällig war.)

## Erstbeschreibungen
Phelps war der Erstbeschreiber zahlreicher Arten und Unterarten.
Folgende neue Vogelarten wurden von Phelps teils zusammen mit seinem Vater und Alexander Wetmore beschrieben:
- Weißwangen-Waldsänger (Myioborus albifacies) Phelps, WH Sr & Phelps, WH, Jr, 1946
- Goldzügel-Waldsänger (Myioborus pariae) Phelps, WH Sr & Phelps, WH, Jr, 1949
- Perijacanastero (Schizoeaca perijana) Phelps, WH, Jr, 1977
- Táchiraameisenpitta (Grallaria chthonia) Wetmore & Phelps, WH, Jr, 1956

Hinzu kommen zahlreiche Unterarten wie der Tepuistachelschwanz (Roraimia adusta mayri) (Phelps, WH, Jr, 1977), dessen wissenschaftlichen Name er zu Ehren Ernst Mayrs wählte, der Rotstirn-Bündelnister (Phacellodomus rufifrons castilloi) (Phelps,WH & Aveledo, 1987), der Tao (Tinamus tao larensis) (Phelps, WH Sr & Phelps, WH, Jr, 1949), der Schuppenbrust-Hakenschnabel (Diglossa duidae hitchcocki) (Phelps, WH Sr & Phelps, WH, Jr, 1948), der Rostbauch-Hakenschnabel (Diglossa sittoides coelestis) (Phelps, WH Sr & Phelps, WH, Jr, 1953), der Samtbauchkolibri (Lafresnaya lafresnayi greenewalti) (Phelps, WH Sr & Phelps, WH, Jr, 1961), der Olivkappen-Laubtyrann (Phylloscartes chapmani duidae) (Phelps, WH Sr & Phelps, WH, Jr, 1951), der Graubrust-Buschammer (Atlapetes schistaceus fumidus) (Wetmore & Phelps, WH, Jr, 1953), der Dreistreifen-Waldsänger (Basileuterus tristriatus pariae) (Phelps, WH Sr & Phelps, WH, Jr, 1949), der Longuemare-Sonnennymphe (Heliangelus clarisse violiceps) (Phelps, WH Sr & Phelps, WH, Jr, 1953) sowie zwei Subspezies der Morgenammer (Zonotrichia capensis inaccessibilis) (Phelps, WH Sr & Phelps, WH, Jr, 1955) bzw. (Zonotrichia capensis perezchinchillorum) (Phelps, WH, Jr & Aveledo, 1984) und viele mehr.

## Werke
- Las aves de las Islas Los Testigos, Los Frailes y la Tortuga, Boletín de la Sociedad Venezolana de Ciencias Naturales, 9 (60), S. 257–283, 1945
- mit William Henry Phelps Senior: Descripcion de cinco aves nuevas de Venezuela y comentarios sobre Columbigallina passerina tortugensis Fernández y Machaeropterus regulus aureopectus Phelps y Gilliard, Boletín de la Sociedad Venezolana de Ciencias Naturales, 10(65–66): S. 149–161, 1945 und 1946
- mit William Henry Phelps Senior: Descripción de cuatro aves nuevas de los Cerros Paraque y Ptari-tepui y notas sobre Bubulcus ibis, Myioborus cardonai y Platycichla leucops, Boletín de la Sociedad Venezolana de Ciencias Naturales, 10(67), S. 229–240, 1946
- mit William Henry Phelps Senior: Ten new subspecies of birds from Venezuela, Proceedings of the Biological Society of Washington, 60, S. 149–163, 1947
- The ornithological collections, in Charles B. Hitchcock (ed.), The Orinoco-Ventuari region, Venezuela, Geography Review, 37(4), S. 525–566, 1947
- Las aves de la Isla La Blanquilla y de Los Morros El Fondeadero y La Horquilla del Archipiélago de Los Hermanos, Boletín de la Sociedad Venezolana de Ciencias Naturales, 11(71), S. 85–118, 1948
- Las Colecciones ornitológicas, in Charles B. Hitchcock (ed.), La región Orinoco-Ventuari, Venezuela, Boletín de la Sociedad Venezolana de Ciencias Naturales, 11(72), S. 131–179, 1948
- mit William Henry Phelps Senior: Descripción de seis aves nuevas de Venezuela y notas sobre veinticuatro adiciones a la avifauna del Brasil, Boletín de la Sociedad Venezolana de Ciencias Naturales, 11(71), S. 53–74, 1948
- mit William Henry Phelps Senior: Notas sobre aves Venezolanas, Boletín de la Sociedad Venezolana de Ciencias Naturales, 11(72), S. 189–210, 1948
- mit William Henry Phelps Senior: Two new subspecies of birds from Bonaire Island, Proceedings of the Biological Society of Washington, 61, S. 171–174, 1948
- mit William Henry Phelps Senior: The discovery of the habitat of Gould's Hummingbird, Hylonympha macrocerca, The Auk 65(1), S. 62–66, 1948
- mit Alexander Wetmore: A new race of bird of the genus Spodiornis from Venezuela, Journal of the Washington Academy of Sciences, 39(11), S. 377–378, 1949
- mit William Henry Phelps Senior: Eight new birds from the subtropical zone of the Paria Peninsula, Venezuela, Proceedings of the Biological Society of Washington, 62, 33–44, 1949
- mit William Henry Phelps Senior: Eleven new subspecies of birds from Venezuela, Proceedings of the Biological Society of Washington, 62, S. 109–124, 1949
- mit William Henry Phelps Senior: Seven new subspecies of birds from Venezuela, Proceedings of the Biological Society of Washington, 62: 185–194, 1949
- mit William Henry Phelps Senior: Las aves de las Islas los Roques y las Aves y descripción de un nuevo canario de mangle, Boletín de la Sociedad Venezolana de Ciencias Naturales, 13(76), S. 7–30, 1950
- mit William Henry Phelps Senior: Lista de las aves de Venezuela con su distribución, Parte 2, Passeriformes, Boletín de la Sociedad Venezolana de Ciencias Naturales, 12(75): 1–427, 1950
- mit William Henry Phelps Senior: Seven new subspecies of Venezuelan birds, Proceedings of the Biological Society of Washington, 63, S. 115–126, 1950
- mit William Henry Phelps Senior: Three new subspecies of birds from Venezuela,Proceedings of the Biological Society of Washington, 63, S. 43–49, 1950
- mit William Henry Phelps Senior: Four new Venezuelan birds, Proceedings of the Biological Society of Washington, 64, S. 65–72, 1951
- mit William Henry Phelps Senior: Las aves de Bonaire, Boletín de la Sociedad Venezolana de Ciencias Naturales, 13(77), S. 161–187, 1951
- mit Alexander Wetmore: Observations on the geographic races of the Tinamou Crypturellus noctivagus in Venezuela and Colombia, Boletín de la Sociedad Venezolana de Ciencias Naturales, 13(77): S. 115–119, 1951
- mit Alexander Wetmore: A new form of hummingbird from the Perijá Mountains of Venezuela and Colombia, Proceedings of the Biological Society of Washington, 65: S. 135–136, 1952
- mit William Henry Phelps Senior: Nine new birds from the Perijá Mountains and eleven extensions of ranges to Venezuela, Proceedings of the Biological Society of Washington, 65, S. 89–105, 1952
- mit William Henry Phelps Sr.: Nine new subspecies of birds from Venezuela. In: Proceedings of the Biological Society of Washington. Band 65, 1952, S. 39–54 (biodiversitylibrary.org).
- mit William Henry Phelps Senior: Eight new birds and thirty-three extensions ranges to Venezuela, Proceedings of the Biological Society of Washington, 66, S. 125–144, 1953
- mit William Henry Phelps Senior: Eight new subspecies of birds from the Perija Mountains, Venezuela, Proceedings of the Biological Society of Washington, 66, S. 1–12, 1953
- mit Alexander Wetmore: A race of forest-inhabiting finch from the Perijá Mountains of Venezuela and Colombia. In: Proceedings of the Biological Society of Washington. Band 66, 1953, S. 13–14 (biodiversitylibrary.org).
- mit Alexander Wetmore: Notes on the rufous goatsuckers of Venezuela, Proceedings of the Biological Society of Washington, 66: 15–19, 1953
- mit William Henry Phelps Senior: Notes on Venezuelan birds and descriptions of six new subspecies, Proceedings of the Biological Society of Washington, 67, S. 103–113, 1954
- The Sierra de Perijá, Venezuela, Geography Review, 44(1), S. 1–28, 1954
- mit William Henry Phelps Senior: Five new Venezuelan birds and nine extensions of ranges to Colombia, Proceedings of the Biological Society of Washington, 68, S. 47–58, 1955
- mit William Henry Phelps Senior: Seven new birds from Cerro de la Neblina, Territorio Amazonas, Venezuela, Proceedings of the Biological Society of Washington, 68, S. 113–123, 1955
- mit Ernst Mayr: Origin of the bird fauna of Pantepui Actas 11 International Ornithological Congress 1954, S. 399–400, 1955
- mit William Henry Phelps Senior: Five new birds from Río Chiquito, Táchira, Venezuela and two extensions of ranges from Colombia, Proceedings of the Biological Society of Washington, 69, S. 157–165, 1956
- mit William Henry Phelps Senior: Three new birds from Cerro El Teteo, Venezuela, and extensions of ranges to Venezuela and Colombia, Proceedings of the Biological Society of Washington, 69, S. 127–134, 1956
- mit Alexander Wetmore: Further additions to the list of birds of Venezuela, Proceedings of the Biological Society of Washington, 69: S. 1–10, 1956
- mit William Henry Phelps Senior: Descriptions of four new Venezuelan birds, extensions of ranges to Venezuela and other notes, Proceedings of the Biological Society of Washington, 70, S. 119–127, 1957
- mit William Henry Phelps Senior: Las aves de Isla de Aves, Venezuela, Boletín de la Sociedad Venezolana de Ciencias Naturales, 18(88), S. 63–72, 1957
- mit William Henry Phelps Senior: Descriptions of two new Venezuelan birds and distributional notes, Proceedings of the Biological Society of Washington, 71, S. 119–124, 1958
- mit William Henry Phelps Senior: Las aves de la Isla de Patos con algunos documentos sobre la historia y la geología de la Isla, Boletín de la Sociedad Venezolana de Ciencias Naturales, 20(92), S. 105–133, 1958
- mit William Henry Phelps Senior: Lista de las aves de Venezuela con su distribución, Tomo 2, Parte 1, No-Passeriformes, Boletín de la Sociedad Venezolana de Ciencias Naturales, 19(90), S. 1–317, 1958
- mit William Henry Phelps Senior: La nidificación de las aves marinas en el Archipiélago de Los Roques, Boletín de la Sociedad Venezolana de Ciencias Naturales, 20(94), S. 325–336, 1959
- mit William Henry Phelps Senior: Las aves de la Isla La Orchila, Boletín de la Sociedad Venezolana de Ciencias Naturales, 20(93), S. 252–266, 1959
- mit William Henry Phelps Senior: Two new subspecies of birds from the San Luis Mountains of Venezuela and distributional notes, Proceedings of the Biological Society of Washington, 72, S. 121–126, 1959
- mit William Henry Phelps Senior: A new subspecies of Furnariidae from Venezuela and extensions of ranges, Proceedings of the Biological Society of Washington, 73, S. 1–3, 1960
- mit William Henry Phelps Senior: A new subspecies of warbler from Cerro de la Neblina, Venezuela, and notes, Proceedings of the Biological Society of Washington, 74, S. 245–247, 1961
- mit William Henry Phelps Senior: Notes on Venezuelan birds and description of a new subspecies of Trochilidae, Proceedings of the Biological Society of Washington, 74, S. 3–6, 1961
- mit William Henry Phelps Senior: Cuarentinueve aves nuevas para la avifauna Brasileña del Cerro Uei-tepui (Cerro del Sol), Boletín de la Sociedad Venezolana de Ciencias Naturales, 23(101), S. 32–39, 1962
- mit William Henry Phelps Senior: Two new subspecies of birds from Venezuela, the rufous phase of Pauxi pauxi, and other notes, Proceedings of the Biological Society of Washington, 75, S. 199–203, 1962
- mit William Henry Phelps Senior: Lista de las aves de Venezuela con su distribución. Tomo 1, Parte 2 Passeriformes, (2 ed.). Boletín de la Sociedad Venezolana de Ciencias Naturales, 24(104–105), S. 1–479, 1963
- mit William Henry Phelps Senior: Lista de las aves del Cerro de la Neblina, Venezuela, y notas sobre su descubrimiento y ascenso, Boletín de la Sociedad Venezolana de Ciencias Naturales, 26(109). S. 11–35, 1965
- mit Ramón Aveledo Hostos: A new subspecies of Icterus icterus and other notes on the birds of northen South America, American Museum Novitates, No. 2270, S. 1–14, 1966
- Contribución al análisis de los elementos que componen la avifauna subtropical de las Cordilleras de la Costa Norte de Venezuela, Boletin de la Academia de Ciencias Fisicas, Matematicas y Naturales, 26(73), S. 14–34, 1966
- mit Guillermo Zuloaga: Discurso de incorporación como individuo de número de la Academia de Ciencias Físicas, Matemáticas y Naturales 14 de diciembre de 1966, Discurso de Contestación del Dr. Guillermo Zuloaga., Boletin de la Academia de Ciencias Fisicas, Matematicas y Naturales, 26(73), S. 7–13, 1966
- mit Ernst Mayr: The origin of the bird fauna of the south Venezuelan highlands, Bulletin of the American Museum of Natural History, 136(5), S. 269–327, 1967
- Avifauna in Venezuela, in Helmut K. Buechner y Jimmie H. Buechner (eds.), The avifauna of northern Latin America: A Symposium held at the Smithsonian Institution, 13–15 April, 1966, Smithsonian Contributions to Zoology, No. 26, S. 75–76, 1970
- Eugene Eisenmann: Una nueva subepscie de Todirostrum maculatum del delta del Orinoco, Boletín de la Sociedad Venezolana de Ciencias Naturales, 29(119/120), S. 186–194, 1971
- mit Ernst Mayr: Origen de la avifauna de las altiplanicies del sur de Venezuela, Boletín de la Sociedad Venezolana de Ciencias Naturales, 29(121), S. 309–401, 1971
- Adiciones a las listas de aves de Sur América, Brasil y Venezuela y notas sobre aves Venezolanas, Boletín de la Sociedad Venezolana de Ciencias Naturales, 30(124–125), S. 23–40, 1973
- Willet breeding in Los Roques Archipelago, Venezuela, The Auk 92(1), S. 164–165, 1975
- Descripción de una raza geográfica de Crypturellus obsoletus (Aves: Tinamidae) de Los Andes de Venezuela, Boletín de la Sociedad Venezolana de Ciencias Naturales, 32(132–133), S. 15–22, 1976
- Aves colectadas en las mesetas de Sarisariñama y Jaua durante tres expediciones al Macizo de Jaua, Estado Bolívar. Descripciones de dos nuevas subespecies,Boletín de la Sociedad Venezolana de Ciencias Naturales, 33(134), S. 15–42. 1977
- Una nueva especie y dos nuevas subespecies de aves (Psittacidae, Furnariidae) de la Sierra de Perijá cerca de la divisoria Colombo-Venezolana, Boletín de la Sociedad Venezolana de Ciencias Naturales, 33(134): 43–53, 1977
- mit Rodolphe Meyer de Schauensee: A guide to the birds of Venezuela, Princeton University Press, 1978
- mit Rodolphe Meyer de Schauensee: Una guía de las Aves de Venezuela, 1. Ausgabe, Gráficas Armitano, C.A., 1979
- Aves migratorias de Venezuela, Reunión Técnica sobre conservación de animales migratorios del Hemisferio Occidental y sus ecosistemas. Programa Regional Desarrollo Cient. Tecnológico,Organización de los Estados Americanos, SG/Ser.P/III. 3, del 4 al 8 de junio, S. 39–40, 1979
- mit Robert William Dickerman: Cuatro subespecies nuevas de aves (Furnariidae, Formicariidae) de la región de Pantepui, Estado Bolívar y Territorio Amazonas, Boletín de la Sociedad Venezolana de Ciencias Naturales, 33 (138): S. 139–147, 1980
- mit Robert William Dickerman: An annotated list of the birds of Cerro Urutaní on the border of Estado Bolívar, Venezuela, and Territorio Roraima, Brazil, American Museum Novitates, No. 2732, S. 1–20, 1982
- mit Ramón Aveledo Hostos: Dos nuevas subespecies de aves (Troglodytidae, Fringillidae) del Cerro Marahuaca, Territorio Amazonas, Venezuela, Boletín de la Sociedad Venezolana de Ciencias Naturales, 39(142): S. 5–10, 1984
- mit Sadie L. Coats: 1985. The Venezuelan Red Siskin: Case history of an endangered species, Ornithological Monographs, No. 36, Neotropical Ornithology, S. 977–985, 1985
- mit Robert William Dickerman, George F. Barrowclough, Peter Frederick Cannell, David E. Willard: Philydor hylobius Wetmore and Phelps is a synonym of Automolus roraimae Hellmayr The Auk 103(2), S. 431–432, 1986
- mit Robert William Dickerman: Tres nuevos atrapamoscas (Tyrannidae) del Cerro de la Neblina Territorio Amazonas, Venezuela, Boletín de la Sociedad Venezolana de Ciencias Naturales, 41(144): 27–32, 1987
- mit Ramón Aveledo Hostos: Cinco nuevas subespecies de aves (Rallidae, Trochilidae, Picidae, Furnariidae) y tres extensiones de distribución para Venezuela, Boletín de la Sociedad Venezolana de Ciencias Naturales, 41(144), S. 7–26, 1987
- mit Ramón Aveledo Hostos: Una nueva subespecie de aves de la familia (Trochilidae) de la Serrania Tapirapeco, Territorio Amazonas, Venezuela, Boletín de la Sociedad Venezolana de Ciencias Naturales, 42 (145), S. 7–10, 1988
- mit Rodolphe Meyer de Schauensee: Una guía de las Aves de Venezuela, 2. Ausgabe, Editorial ExLibris, 1994